# Малинова, Елена Борисовна
Елена Борисовна Малинова (1924 — ?) — советская шахматистка, мастер спорта СССР (1960).

## Биография
По профессии врач-рентгенолог.
Выступала за ДСО «Спартак» (Киев).
Участница чемпионатов СССР 1951, 1953, 1954, 1957 и 1962 годов (чемпионаты 1951, 1954 и 1957 годов одновременно были зональными турнирами).
Трёхкратная чемпионка Украинской ССР (1957, 1960, 1962).
В составе сборной Украинской ССР участница следующих соревнований:
- 2 командных чемпионата СССР (1960 и 1962)[3]. В чемпионате 1960 года завоевала «серебро» в индивидуальном зачёте (выступала на 1-й женской доске).
- 2 матча против сборной команды Болгарии (1962 и 1965)[4].

Участница ряда других всесоюзных соревнований. Победительница всесоюзного женского турнира 1960 года.
Фото Е. Б. Малиновой можно найти в книге Е. И. Быковой «Советские шахматистки» (в группе участниц чемпионата Украинской ССР 1948 г.) и в журнале «Шахматы в СССР» (1960, № 10).

## Основные спортивные результаты
| Год  | Город          | Соревнование                                                         | + | −  | = | Результат | Место  |
| ---- | -------------- | -------------------------------------------------------------------- | - | -- | - | --------- | ------ |
| 1947 |                | Полуфинал 8-го чемпионата СССР                                       |   |    |   |           |        |
|      | Киев           | Чемпионат Украинской ССР                                             | 5 | 4  | 1 | 5½ из 10  | 5—6    |
| 1948 |                | Полуфинал 9-го чемпионата СССР                                       | 7 | 4  | 2 | 8 из 13   | 5—6    |
|      | Киев           | Чемпионат Украинской ССР                                             |   |    |   |           |        |
| 1950 |                | Полуфинал чемпионата Украинской ССР                                  |   |    |   | 7 из 10   | 2      |
|      | Киев           | Чемпионат Украинской ССР                                             |   |    |   | ?? из 14  | [ 11 ] |
|      | Киев           | Полуфинал 11-го чемпионата СССР                                      |   |    |   |           | 2      |
| 1951 | Киев           | 11-й чемпионат СССР                                                  | 5 | 9  | 3 | 6½ из 17  | 15—17  |
| 1953 | Ростов-на-Дону | 13-й чемпионат СССР                                                  | 5 | 8  | 4 | 7 из 17   | 11—12  |
| 1954 | Краснодар      | 14-й чемпионат СССР                                                  | 6 | 9  | 4 | 8 из 19   | 12—16  |
| 1957 | Киев           | Чемпионат Украинской ССР                                             |   |    |   |           | 1      |
|      | Вильнюс        | 17-й чемпионат СССР                                                  | 3 | 6  | 8 | 7 из 17   | 14     |
| 1960 | Киев           | Чемпионат Украинской ССР                                             |   |    |   | 12½ из 17 | 1      |
|      | Саратов        | Всесоюзный женский турнир                                            | 6 | 2  | 5 | 8½ из 13  | 1—3    |
|      | Москва         | Командный чемпионат СССР (сборная Украинской ССР, 1-я женская доска) |   |    |   |           |        |
| 1962 | Киев           | Чемпионат Украинской ССР                                             |   |    |   |           | 1      |
|      | Ленинград      | Командный чемпионат СССР (сборная Украинской ССР, 1-я женская доска) | 1 | 2  | 5 | 3½ из 8   |        |
|      | Рига           | 22-й чемпионат СССР                                                  | 1 | 11 | 7 | 4½ из 19  | 20     |